# Trechus verus
Trechus verus är en skalbaggsart som beskrevs av Barr. Trechus verus ingår i släktet Trechus och familjen jordlöpare. Inga underarter finns listade i Catalogue of Life.